# Alamis albicincta
Alamis albicincta är en fjärilsart som beskrevs av Achille Guenée 1852. Alamis albicincta ingår i släktet Alamis och familjen nattflyn. Inga underarter finns listade i Catalogue of Life.